# ハートリープ
『ハートリープ』（Heartleap）は、ヴァシュティ・バニヤンの3枚目のスタジオ・アルバムであり、イギリスでは2014年10月6日にファットキャット・レコーズから、アメリカでは10月7日に「DiCristina」からリリースされた。
6月に初めてアナウンスされた際、『ハートリープ』にはバニヤンが「このアルバムの全体的なポイントは、最終的に自分の頭の中にある音楽を自分で録音できる方法を学ぶことでした。私は音楽を読むことも書くこともできないし、一度に複数の手でピアノを弾くこともできないけど、自分の頭の中にある音楽を自分で録音できることが大好きです。私は何年もかけてこれらの曲を作り上げてきました。このアルバムは他の方法では生まれなかったでしょう」と書いた声明が添えられていた。
| 専門評論家によるレビュー | 専門評論家によるレビュー |
| 総スコア                 | 総スコア                 |
| 出典                     | 評価                     |
| ------------------------ | ------------------------ |
| Metacritic               | (82/100)                 |
| レビュー・スコア         |                          |
| 出典                     | 評価                     |
| ピッチフォーク・メディア | (7.8/10)                 |
| オールミュージック       | [ 4 ]                    |
| The Line of Best Fit     | (8.5/10)                 |
| ガーディアン             | [ 6 ]                    |
| The 405                  | (8.5/10)                 |
| musicOMH                 | [ 8 ]                    |
| Record Collector         | [ 9 ]                    |
| Dusted Magazine          | (Very Favourable)        |
| No Ripchord              | (8/10)                   |
| Clash                    | (7/10)                   |
| PopMatters               | (7/10)                   |
| The Quietus              | (Favourable)             |
| Unrecorded               | (84/100)                 |

## 収録曲
「Across the Water」のアレンジ（フィオナ・ブライスとイアン・バージの即興）を除き全曲ヴァシュティ・バニヤンが作詞作曲、編曲、プロデュース
| #   | タイトル               | 作詞 | 作曲・編曲 | 時間 |
| --- | ---------------------- | ---- | ---------- | ---- |
| 1.  | 「"Across the Water"」 |      |            | 3:48 |
| 2.  | 「"Holy Smoke"」       |      |            | 4:48 |
| 3.  | 「"Mother"」           |      |            | 3:30 |
| 4.  | 「"Jellyfish"」        |      |            | 3:42 |
| 5.  | 「"Shell"」            |      |            | 4:08 |
| 6.  | 「"The Boy"」          |      |            | 1:40 |
| 7.  | 「"Gunpowder"」        |      |            | 3:04 |
| 8.  | 「"Blue Shed"」        |      |            | 2:11 |
| 9.  | 「"Here"」             |      |            | 3:18 |
| 10. | 「"Heartleap"」        |      |            | 4:39 |

## パーソネル
- ヴァシュティ・バニヤン - ギター、シンセサイザー、ボーカル、ピアノ、ダルシトーン
- フィオナ・ブライス - ストリングス、ヴァイオリン
- イアン・バージ - ストリングス、チェロ
- ギロン・キャメロン - ストリングス、ヴァイオリン
- ジョー・マンゴー - カリンバ、フルート
- ゲイレス・ディクソン - ギター
- アンディ・キャビック - ギター、ボーカル
- デヴェンドラ・バンハート - ボーカル
- イアン・ウィルソン - リコーダー、サックス

### 製作スタッフ
- ヴァシュティ・バニヤン - プロデューサー、編曲
- マーティン・コース - ミキシング
- マンディ・パーネル - マスタリング
- ワイン・ルイス - ジャケット画
- dlt - デザインとレイアウト